# Diário de um Detento
"Diário de um Detento" é uma canção de rap do album "Sobrevivendo no Inferno" do grupo Racionais MC's lançado em 1997, escrita por Mano Brown e Josemir Prado, o Jocenir. A letra da música aborda a rebelião do presídio do Carandiru, ocorrida em 2 de outubro de 1992, quando 111 presidiários foram mortos pela polícia em evento que ficou conhecido como Massacre do Carandiru.
Em 1998, o clipe da música, dirigido por Mauricio Eça, foi premiado em duas categorias do "MTV Video Music Brasil" (VMB): "Melhor Vídeo de Rap" e "Escolha da Audiência".

## Prêmios e indicações
A música foi classificada em 52º lugar na lista das 100 maiores músicas brasileiras publicada pela revista Rolling Stone.
Em dezembro de 2012, o videoclipe de apareceu na 2ª colocação na lista de "O Melhor Clipe Brasileiro de Todos os Tempos", pelo jornal Folha de S.Paulo.
| Ano  | Prêmio                 | Categoria            | Resultado |
| ---- | ---------------------- | -------------------- | --------- |
| 1998 | MTV Video Music Brasil | Videoclipe do Ano    | Indicado  |
| 1998 | MTV Video Music Brasil | Escolha da Audiência | Venceu    |
| 1998 | MTV Video Music Brasil | Videoclipe de Rap    | Venceu    |